# János Boros
János Boros (n. 1948, Cluj – d. 24 iulie 2012, Cluj-Napoca) a fost un politician român de etnie maghiară. A participat în înființarea partidului UDMR. În perioada 2000-2008 a fost viceprimar al municipiului Cluj-Napoca din partea UDMR.